# Locomotive à vapeur
Ne doit pas être confondu avec Locomotive sans foyer.

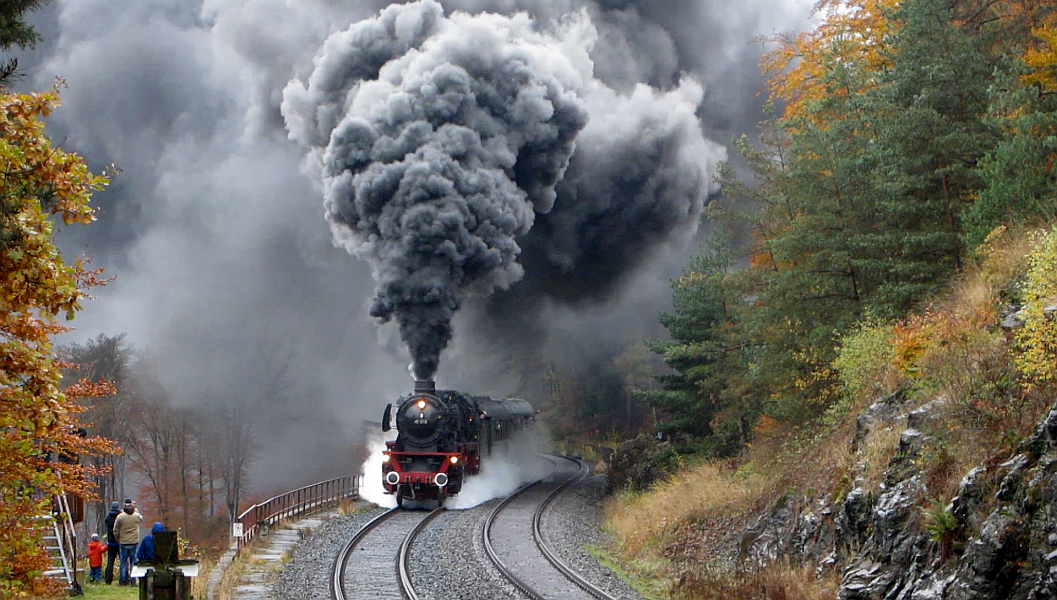
Locomotive 41 018 de la Deutsche Reichsbahn.

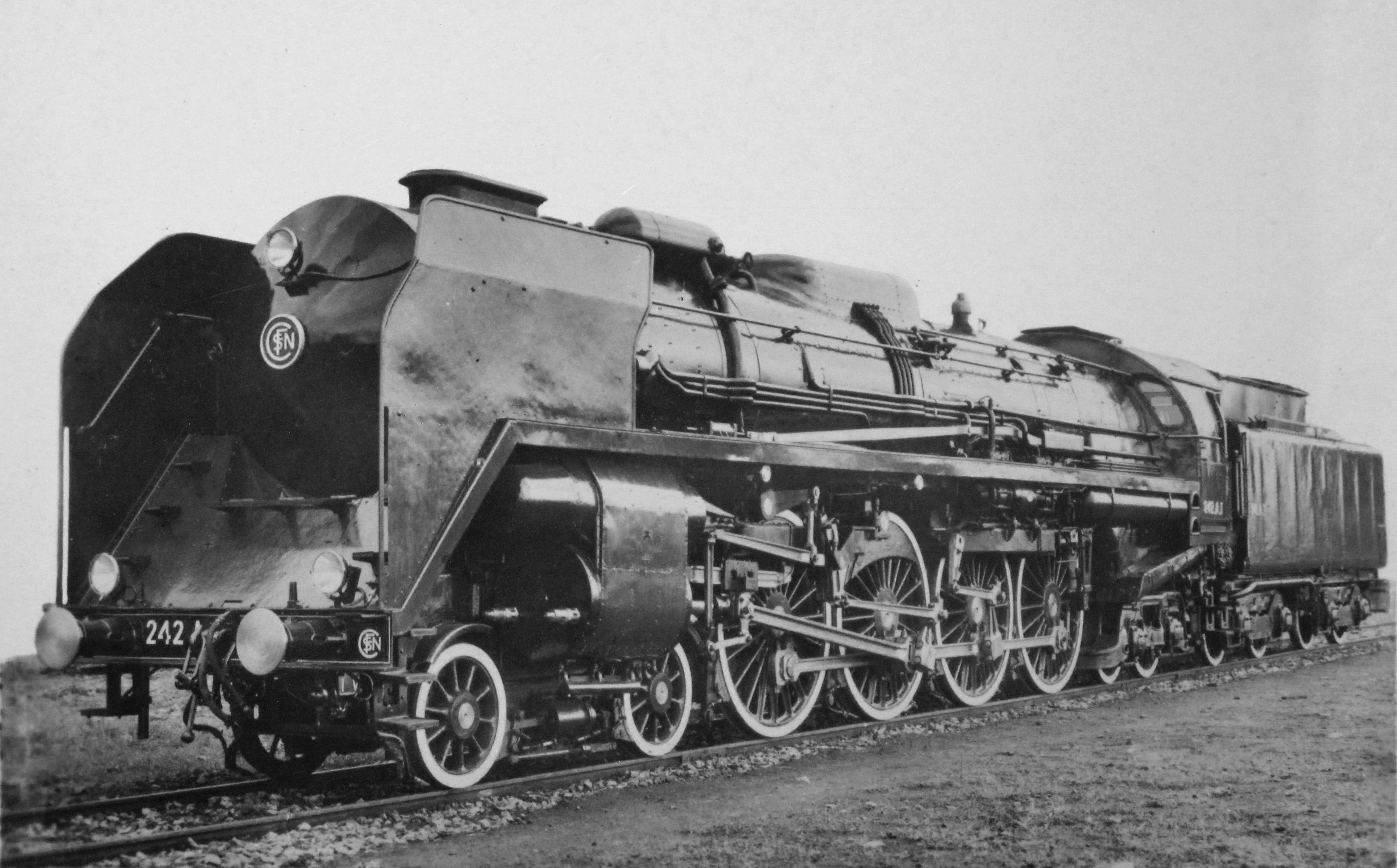
Locomotive 242 A 1 de la SNCF.

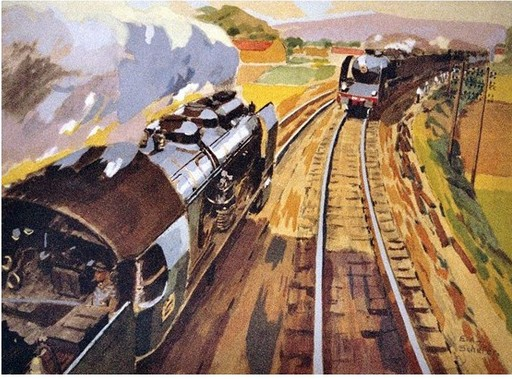
Locomotives, par E. A. Schefer.

Une locomotive à vapeur est un type de locomotive, c'est un engin moteur pour les chemins de fer, mis en mouvement par une machine à vapeur. Ce type de moteur thermique est le plus couramment utilisé, de la naissance du chemin de fer jusque dans les années 1950. Il reste toujours employé très localement dans certains pays au XXIe siècle, notamment pour des trains touristiques ou dans l'industrie minière.
Désormais, la plupart des trains sont cependant tractés par des locomotives électriques ou thermiques (Diesel), ou bien sont constitués par des rames automotrices, ou des autorails, parfois indivisibles, intégrant la motorisation répartie sous les véhicules et/ou à l'intérieur des caisses.

## Histoire

Locomotive de Trevithick (1804), premier succès d'une locomotive à vapeur.

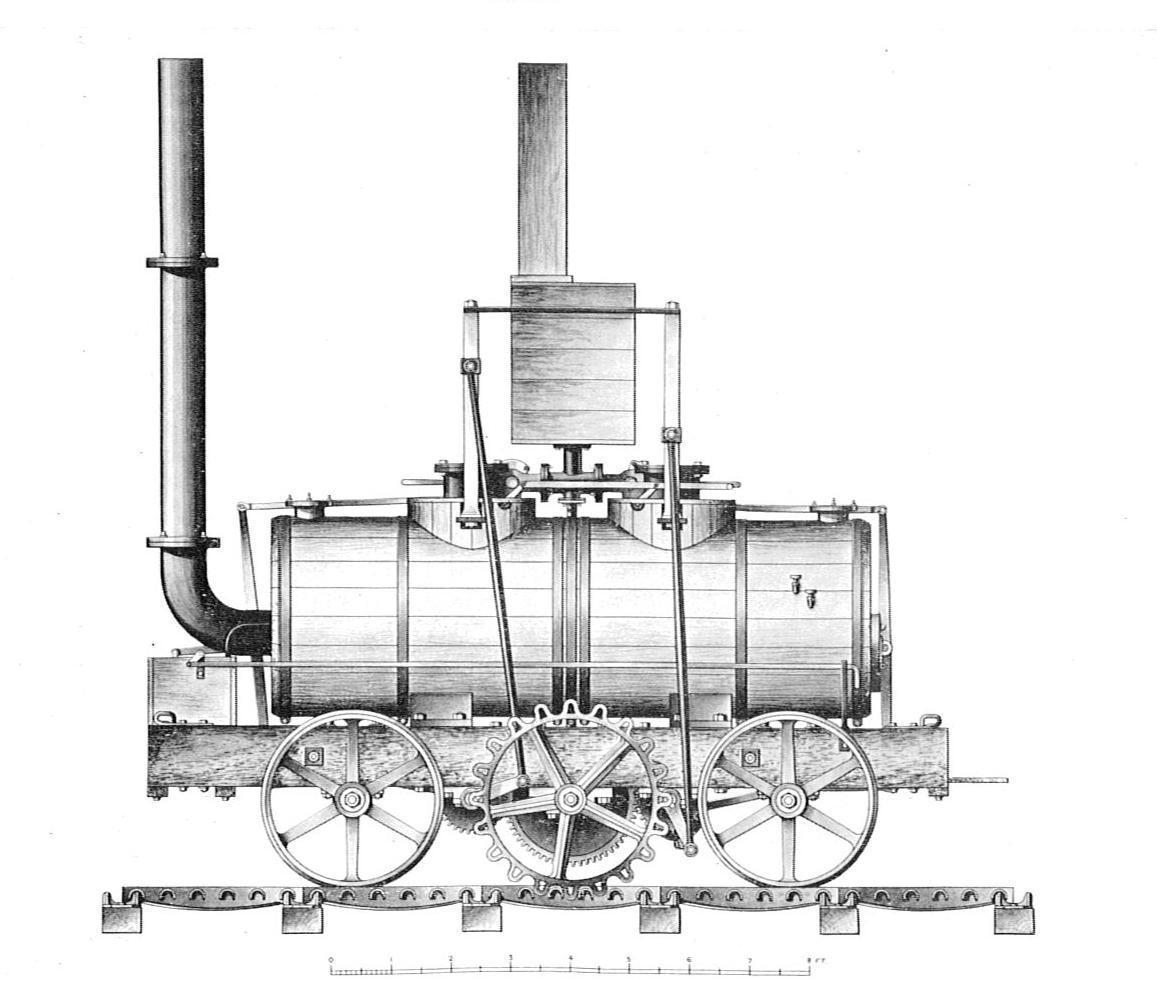
La Salamanca du Middleton Railways, construite en 1812 par Matthew Murray, est la première locomotive à vapeur exploitée commercialement avec succès.

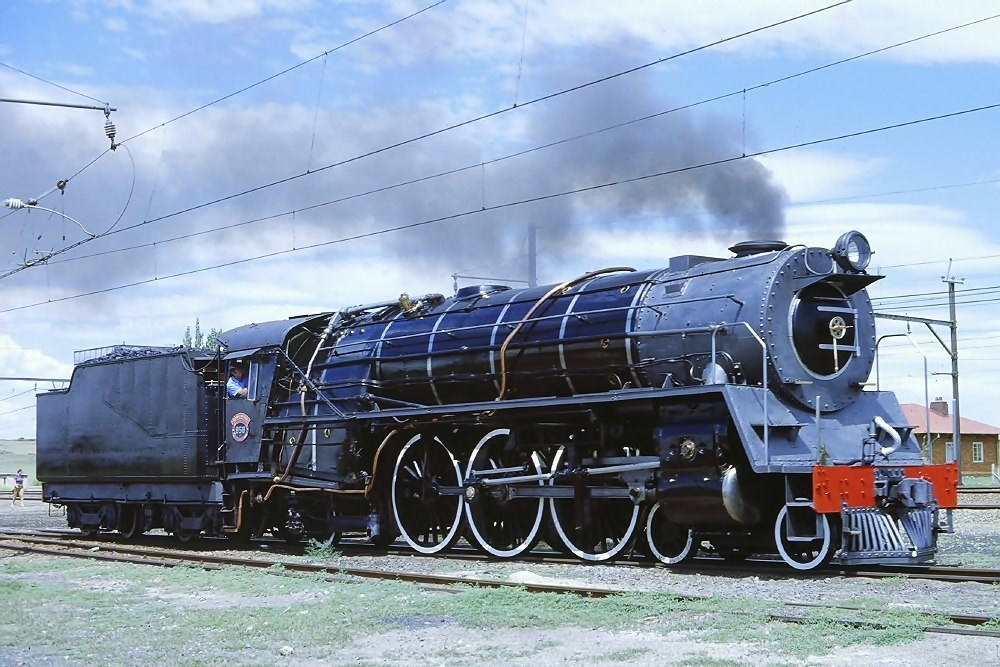
Locomotive moderne 16E 858, des chemins de fer d'Afrique du Sud, type Pacific, en 1979.

L'histoire des chemins de fer débute au début du XIXe siècle au Royaume-Uni, où la première locomotive à vapeur est construite par Richard Trevithick en 1804. La traction à vapeur est inaugurée le 12 août 1812 sur le Middleton Railways, dans le Yorkshire. Il s'agit de locomotives pour rails à crémaillère, remorquant des wagonnets de charbon. Les locomotives sont construites par Matthew Murray et John Blenkinsop. Le 27 septembre 1825 est inauguré le chemin de fer de Stockton et Darlington, première ligne ouverte au transport de passagers. La locomotive est celle conçue par George Stephenson. En 1827, l'ingénieur français Marc Seguin met au point la chaudière tubulaire, qui permet de quasiment décupler la puissance des machines.
Bien que la traction électrique soit à l'étude dès les années 1880 et utilisée dès les années 1900, c'est en fait la traction Diesel qui entraîne la disparition de la traction vapeur, là où l'électrification ne semble pas rentable ou pas souhaitable, stratégiquement. L'après-guerre marque le déclin de la traction à vapeur qui s'achève, dans la plupart des pays, à la fin des années 1970. Cela s'effectue par la livraison de nouvelles locomotives Diesel (la transition era en Amérique du Nord) ou le programme d'électrification des lignes (en Europe). Des locomotives à vapeur sont construites en Europe durant cette période, tentant d'utiliser de nouvelles technologies (turbine à combustion par exemple) ou de nouvelles configurations de machines (programmes d'André Chapelon en France). Elles restent sans descendance. La dernière locomotive à vapeur est construite en France, en 1953.
Le 27 mai 1972, la SNCF arrête l’exploitation vapeur pour le service passager,. Le 29 mars 1974, la 141 R 420 assure le dernier convoi de marchandises en France entre la gare de Béning et celle de Sarreguemines. Le 31 mars 1974, elle effectue un dernier voyage « de service » (convoyage du wagon de secours du dépôt de Sarreguemines jusqu’à Forbach via Béning). Le 24 septembre 1975 la 140 C 38 du dépôt de Gray tracte l’ultime train commercial marchandises en traction vapeur de la Société générale de chemins de fer et de transports automobiles (CFTA) : convoi de wagons plats transportant des rouleaux de fil de fer de Troyes à Sainte-Colombe (Seine-et-Marne). Le 20 novembre 1975, cette même machine (140 C 38) assure l’acheminement de la 1140 C 287 (froide) depuis Gray jusqu’à Chalindrey pour restitution à la SNCF. C'est officiellement la toute dernière fois en France qu'une locomotive à vapeur roula pour la SNCF.
Certains pays particulièrement bien dotés en ressources naturelles (charbon ou tourbe) continuent à utiliser la traction à vapeur de manière principale jusqu'au début du XXIe siècle, dont la République démocratique allemande, l'Afrique du Sud, la Chine et l'Inde. Les locomotives à vapeur conservent également un certain succès pour les lignes de haute montagne où traction à vapeur est favorisée par la pression atmosphérique plus faible (due à l'altitude) qui abaisse le point d'ébullition de l'eau. Cela permet des économies de combustible et de meilleures performances.

## Technique
La locomotive se compose de trois parties principales ou ensembles :
- le véhicule roulant, qui se compose d'un châssis, des organes de suspension et des roues ;
- le foyer, qui chauffe la chaudière au-dessus, laquelle produit la vapeur nécessaire ;
- le mécanisme de transmission  ou moteur à vapeur, c'est-à-dire l'ensemble des organes qui transforment le travail de la vapeur sous pression dans les pistons en force motrice sur les essieux.

Les réserves en eau et combustible nécessaires à la production de vapeur peuvent être placées sur la machine sur les petites lignes ferroviaires, mais elles sont souvent chargées dans un tender attelé à la locomotive. Le combustible est souvent du charbon, mais il peut être également du fioul, du bois voire d'autres combustibles.

### Le véhicule
La locomotive prend appui sur des rails et les ingénieurs pensèrent longtemps que seul le poids (adhesive weight) était source de l'adhérence permettant la progression du véhicule. Les essieux moteurs sont spécialement chargés et sont accouplés, à l'aide de bielles, sur les roues voisines d'un même diamètre pour en faire autant de roues motrices. Le nombre de tours par seconde des roues motrices impose au mécanisme de distribution une vitesse de va-et-vient qui n'est limitée que par le diamètre de ces roues. Il atteint couramment 2 mètres, ou plus, pour les machines rapides, et c'est une des raisons qui font que les roues sont à l'extérieur du châssis. Compte tenu de la longueur nécessaire pour le corps cylindrique de la chaudière, on place très souvent des roues porteuses à l'avant et/ou à l'arrière, sous forme de bissel ou de bogie.
Le châssis lui-même est, en général, composé de deux longerons en tôle découpée de forte épaisseur et assemblés par des traverses et entretoises, constituées de caissons en tôle ou moulées, et dont la rigidité assure la bonne tenue de voie de la machine. Les cylindres moteurs sont fixés aux entretoises, en général en extérieur et, parfois, selon le type de locomotive, entre les longerons. La chaudière repose sur des supports répartis tout le long du châssis, tout en étant fixée essentiellement à l'avant, du côté de la boîte à fumée, pour pouvoir se dilater librement à l'arrière, du côté du foyer.
L'emplacement où se trouve l'équipe de conduite était, sur les premières locomotives européennes jusque dans les années 1860, une simple plate-forme sans protection. Une protection frontale a ensuite été ajoutée, puis, à la fin du XIXe siècle, une cabine présente plus précocement, dès les années 1840, en Amérique du Nord. Les équipements de conduite sont installés sur le tableau de la devanture, constituée par un double de la face arrière du foyer.

### La chaudière

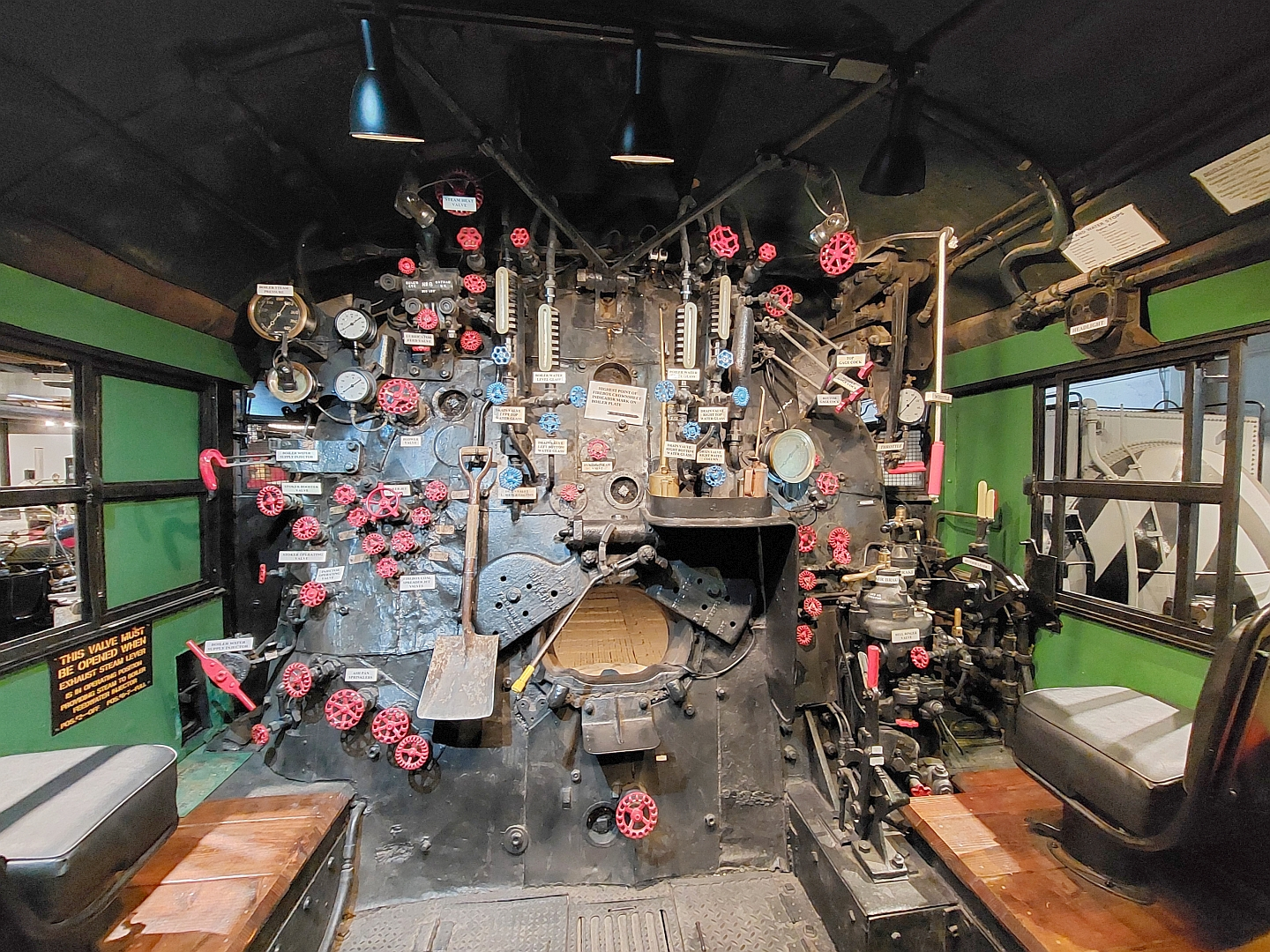
Poste de conduite et devanture d'une locomotive Big Boy.

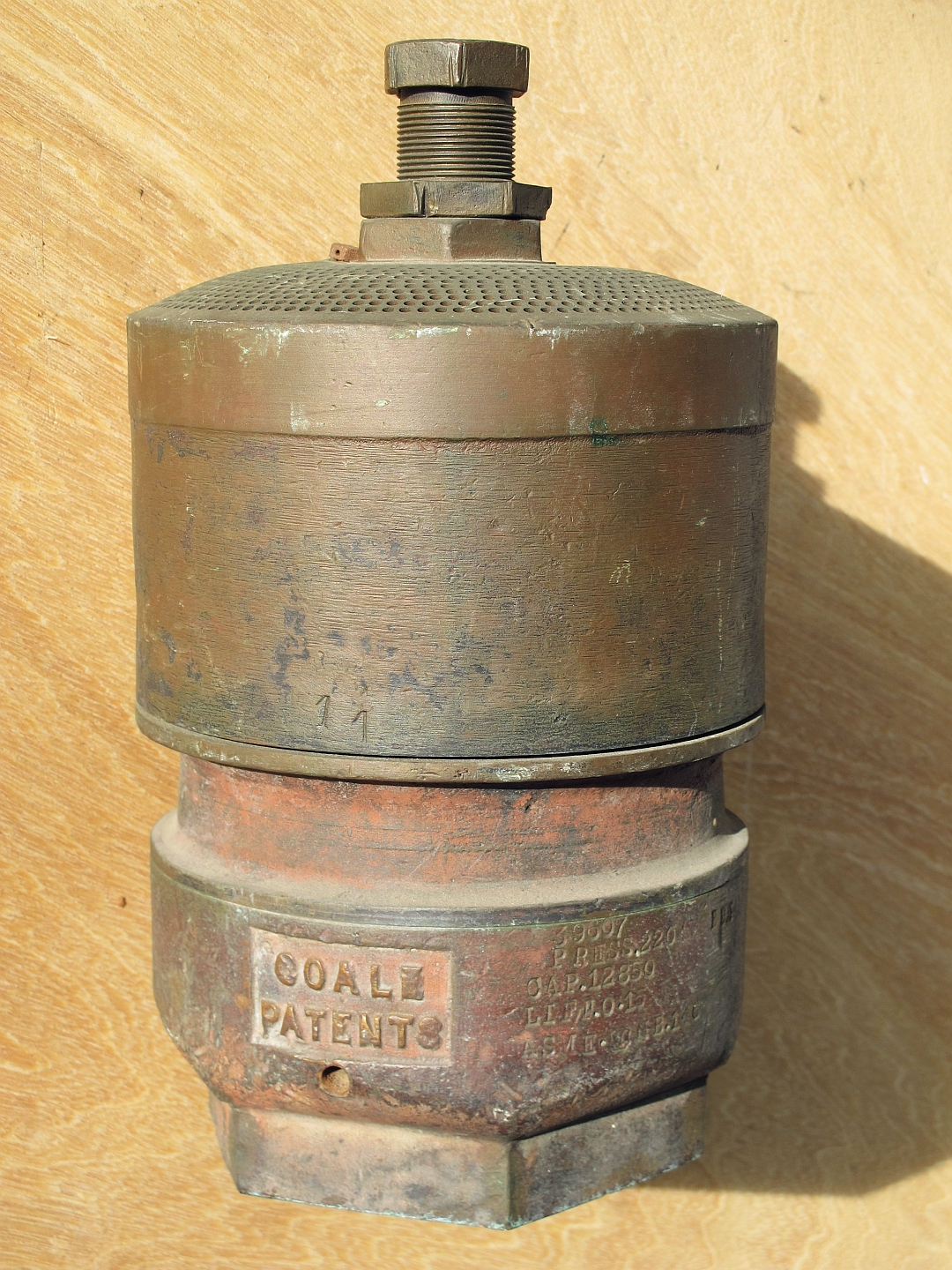
Une soupape de sûreté, organe de sécurité primordial de la chaudière, qui en est au minimum équipée de deux.

La chaudière se compose de la partie postérieure, du corps cylindrique et de la boîte à fumée. La partie postérieure de la chaudière se compose du foyer et de la boîte à feu, reliés par des entretoises. Le corps cylindrique renferme les tubes à fumée entourés par l'eau de la chaudière. Le combustible — charbon, bois ou pétrole — alimente le feu par la porte du foyer, où il brûle sur la grille (pour les combustibles solides). Une alimentation semi-automatique peut se faire par un stoker. Les cendres et mâchefer s'accumulent plus bas dans le cendrier. L'air, nécessaire à la combustion, entre par des clapets situés au niveau de la grille : les registres. La voûte du foyer force la circulation des gaz chauds dans l'ensemble du foyer et limite l'entrée des flammèches dans les tubes. Les gaz résultants de la combustion passent au travers des tubes à fumée, où ils transmettent leur chaleur à l'eau de la chaudière et arrivent à la boîte à fumée, dans laquelle un pare-escarbilles retient les cendres incandescentes, avant d'être expulsés par la cheminée à l'aide de l'échappement des cylindres. Le sommet du foyer (ciel du foyer), porté à haute température, est recouvert par une partie de la chaudière qui doit toujours être alimentée en eau à cet endroit, sinon des fusibles de sûreté fondent et le mélange vapeur/eau est précipité dans le foyer pour l'éteindre.
La vapeur, formée par l'eau de la chaudière, se concentre dans le dôme de vapeur, passe par le régulateur, actionné depuis la cabine de conduite au moyen d'un levier et d'un arbre de commande, et atteint, éventuellement, le surchauffeur, qui se compose de groupes de tubes fins, insérés dans les tubes à fumée. La vapeur atteint alors une température d'environ 350 °C et parvient ensuite comme force motrice aux cylindres (7) où, introduite par un tiroir, elle pousse alternativement les pistons en avant et en arrière.
Durant la Seconde Guerre mondiale, du fait du manque de charbon, mais aussi de matières premières pour les moteurs électriques, la Suisse a équipé certaines de ses locomotives à vapeur de manœuvre pour que l'eau soit chauffée par des résistances électriques.

### Le moteur à vapeur (distribution et entraînement)

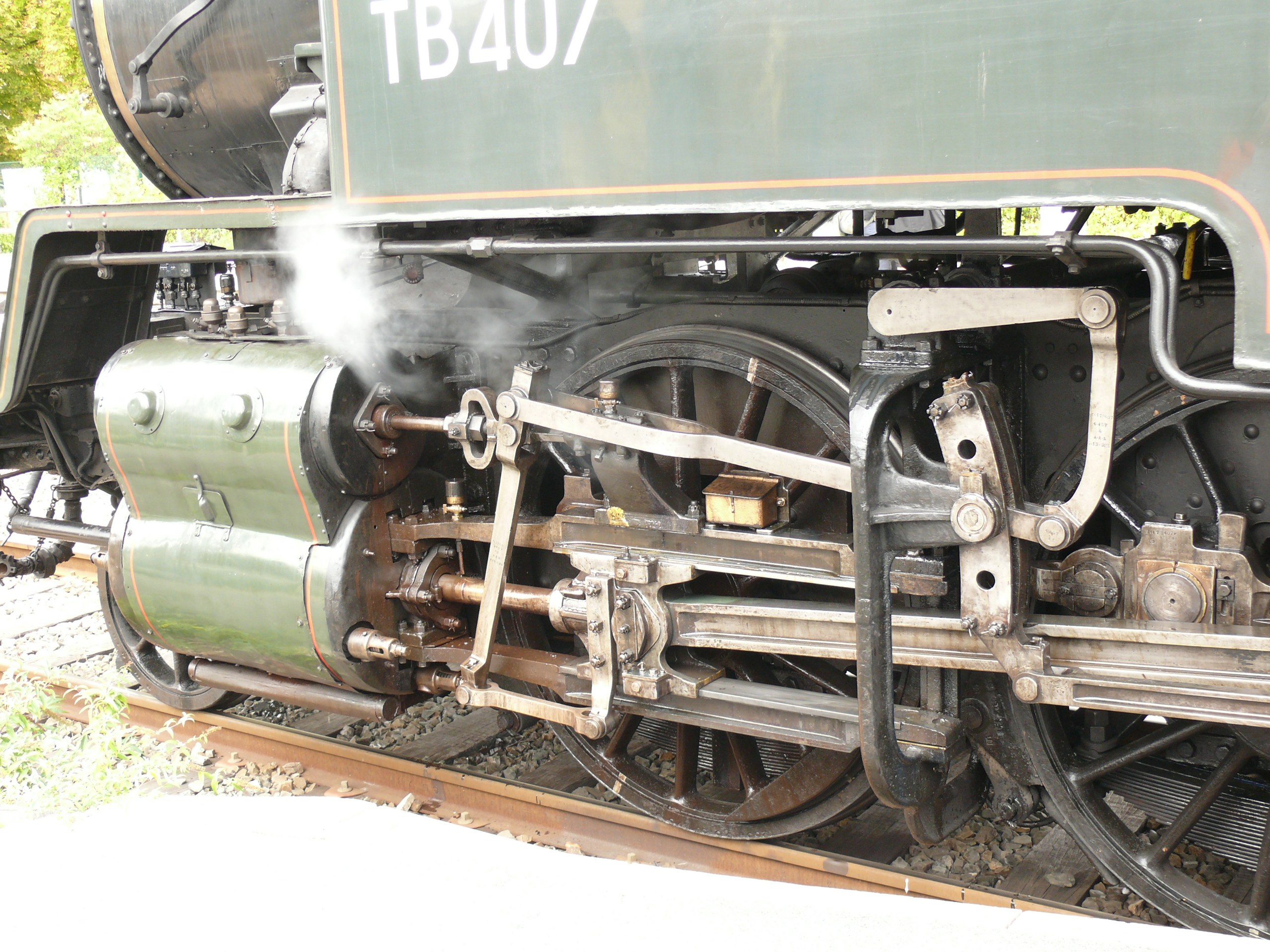
Embiellage et distribution de la locomotive à vapeur française 141 TB 407.

L'arrivée et l'échappement de la vapeur, des deux côtés du cylindre, sont réglés par le tiroir de distribution (6). Le piston est relié à la crosse qui, par l'intermédiaire de la bielle motrice, transforme le mouvement de va-et-vient en un mouvement circulaire. Ce mouvement est transmis à toutes les roues motrices grâce aux bielles d'accouplement. Le réglage du tiroir de distribution, pour inverser la marche, s'effectue au moyen du volant de commande de la vis de changement de marche (8), qui se trouve dans la cabine de conduite.

Animation du fonctionnement de la machine à vapeur.

Dans la distribution Walschaerts, la vapeur est admise par le tiroir (6) dans le cylindre (7) et agit alternativement sur chacune des faces du piston. La tige de piston actionne la bielle couplée au train de roues motrices par l'intermédiaire de la crosse articulée (5). Les roues couplées deviennent toutes motrices. Par l'intermédiaire de la contre-manivelle (2) calée à 90° de la manivelle motrice, une bielle fait osciller la coulisse (1) de distribution dans laquelle glisse la bielle de commande de tiroir (3). Le déplacement de cette bielle (3), couplée au levier d'avance (4) sur la coulisse, permet de régler le décalage entre les déplacements du tiroir et ceux du piston. On peut ainsi régler le taux d'admission du moteur et également changer de sens. De chaque côté de la locomotive, les manivelles motrices et la distribution ne sont pas en position symétrique mais sont décalées d'environ 90°, pour éviter que les deux moteurs ne soient en même temps en position fin de course, rendant le démarrage impossible.

### Mesure de la puissance
L’effort de traction, soit la force moyenne développée pendant un tour de roue sur le rail, est approximativement définie pour une locomotive à vapeur par la formule 
{\displaystyle t={\frac {cPd^{2}s}{D}},}
dans laquelle {\displaystyle d} est le diamètre du cylindre, {\displaystyle s} la longueur (course) du piston), {\displaystyle P} la pression de la chaudière, {\displaystyle D} le diamètre de la roue motrice et {\displaystyle c} un facteur généralement de 0,85, dans certains cas plus faible pour des locomotives de faible puissance. L'effort de traction {\displaystyle t} correspond à la charge maximale pouvant être remorquée à très faible vitesse en fonction de la pente. La puissance ainsi définie au démarrage décroit cependant avec l’accélération. Cette formule, qui ne tient pas compte de la vitesse, a été ensuite remplacée par d’autres modes de calcul plus élaborés ou par des mesures par dynamomètre. Cette formule montre cependant que la puissance d'une locomotive est fonction de la pression {\displaystyle P} (ou timbre) de la chaudière. Le timbre qui était de l'ordre de 0,3 à 0,4 MPa (soit approximativement de 3 à 4 fois la pression atmosphérique) pour les premières machines a progressé autour de 1 MPa (10 atmosphères) vers 1880 jusqu'à 2 MPa au XXe siècle.

### Les autres accessoires (indispensables)
La pompe d'alimentation alimente la chaudière avec de l'eau chaude venant du réchauffeur afin de compenser la baisse de vaporisation provoquée par l'ajout d'eau froide.
Les injecteurs servent à ajouter de l'eau à la chaudière sous pression. En effet, pour pouvoir introduire l'eau dans la chaudière (sous pression) il faut que celle-ci ait une pression supérieure. Les injecteurs utilisent la pression de la chaudière pour aspirer un flux d'eau et l'accélérer afin qu'il puisse y pénétrer. Le principe détaillé de fonctionnement des injecteurs est beaucoup plus compliqué, leur utilisation est assez complexe.
Le niveau d'eau indique au chauffeur s'il y a besoin de remettre de l'eau dans la chaudière. Un niveau d'eau insuffisant peut provoquer une surchauffe et la fonte des plombs de sécurité, ce qui éteint immédiatement le feu. À l'époque de la vapeur, « fondre les plombs » était une faute extrêmement lourde pour un mécanicien, motif de « descente de machine ».
Les graisseurs automatiques sont des éléments importants chargés d'assurer une lubrification permanente de tous les paliers sollicités par de fortes charges. La plupart des locomotives à vapeur possédaient en effet des paliers en régule et non des roulements à rouleaux, qui apparaissent plus tard, comme sur la 232 U 1.
Les purgeurs sont destinés à éliminer l'eau éventuellement présente dans les cylindres par condensation. De l'eau liquide dans les cylindres peut être destructrice pour le mécanisme car elle est incompressible.
La sablière garantit un coefficient d'adhérence suffisant entre la roue et le rail, principalement par mauvais temps ou en cas d'une forte charge remorquée et en pente. Grâce à de l'air comprimé, elle envoie du sable en provenance du dôme à sable, devant les roues, pour éviter leur patinage.

### L'exploitation et la conduite
Les défauts de la locomotive à vapeur sont l'important temps de préparation avant la mise en ligne, ainsi que l'entretien constant après une période de roulement relativement brève.
Avant la mise en ligne, le combustible et l'eau doivent être chargés. L'eau doit être traitée. En France, depuis les années 1940, l'eau du tender est traitée avec le TIA (Traitement intégral Armand), qui permet d'empêcher la formation et le dépôt de tartre dans les tuyauteries de la chaudière (voir l'article Louis Armand). Les parties mobiles non prises en charge par le graissage automatique doivent être graissées manuellement. La chaudière est ensuite mise en chauffe avant la mise en pression. Après service, le foyer doit être nettoyé, le mâchefer et les scories tombés du feu par la grille sont évacués. La boîte à fumée est ramonée. Un nettoyage général est effectué, ainsi qu'une vérification fes essieux et un graissage. Les boues accumulées au point bas de la chaudière (extraction) sont évacuées. Toutes ces opérations sont effectuées au dépôt.
L'équipe de conduite comporte le chauffeur et le mécanicien. Le premier est chargé de la production de vapeur, de l'alimentation du foyer et de l'alimentation en eau. Le deuxième est chargé de la conduite de la machine elle-même, de la surveillance de la voie et des signaux, et de la « tenue de l'heure ». L'équipe se tenait dans l'« abri », face à la « devanture » constituée par la face arrière du foyer, en quelque sorte le tableau de bord de la machine. Sur certaines machines, la plateforme de conduite pouvait être distincte de la plateforme du chauffeur (comme sur les Camelback (en)), pour donner une bonne visibilité au mécanicien. Jusqu'à l'apparition de machines banalisées (comme les 141 R), une équipe restait liée à sa machine, sur une certaine période entre révisions.

### Vitesse

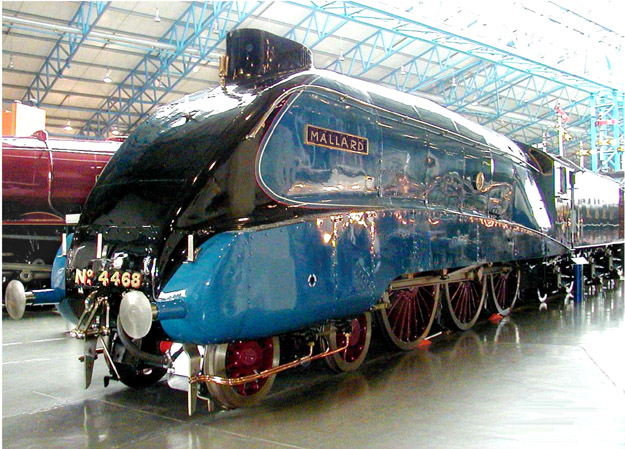
La locomotive Mallard titulaire du record mondial de vitesse d'un train tracté par une locomotive à vapeur.

Le record de vitesse mondial pour un train tracté par une locomotive à vapeur est détenu par une locomotive de la famille des Pacific A4, du LNER, au Royaume-Uni. La Mallard, tractant six voitures et une voiture dynamométrique atteignit 203 km/h, sur une voie descendant légèrement de Stoke Bank le 3 juillet 1938. Comme d'autres locomotives (allemandes, américaines ou belges) ne se sont seulement qu'approchées de ce record, il est considéré comme constituant la limite pour un train tracté à la vapeur.

## La locomotive à vapeur dans l'économie
La locomotive à vapeur consommait du charbon de très haute qualité qui faisait défaut dans l'industrie et les ménages
alors que l'électrification en monophasé, sur Valenciennes-Thionville, a divisé par trente cette consommation en récupérant l'énergie de la sidérurgie ou en brulant des charbons de mauvaise qualité dans les centrales électriques, 
évitant, par ailleurs, le renfort par une deuxième locomotive.

## Personnalités
Par ordre alphabétique
- Louis Armand, inventeur du TIA ;
- Marc de Caso ;
- André Chapelon ;
- Thomas Russell Crampton ;
- Gaston Du Bousquet ;
- Wilhelm Engerth ;
- Alfred De Glehn ;
- Nigel Gresley ;
- Anatole Mallet ;
- Prosper Péchot ;
- Robert Riddles ;
- Marc Seguin ;
- Sir William Stanier ;
- George Stephenson ;
- Richard Trevithick, constructeur de la 1re locomotive en 1803, roulant en 1804 ;
- Égide Walschaerts.

## Modèles de locomotives
Parmi les modèles célèbres :
- Fusée de Stephenson ;
- Crampton ;
- 030 Bourbonnais ;
- 030 TU S100 USATC ;
- 141 R Mikado de la SNCF ;
- 141 P Mikado de la SNCF ;
- 150 P Décapod de la SNCF ;
- 151 A 1 à 10 Santa-fé de la PLM ;
- 160 A 1 Centipède prototype de la SNCF ;
- 220 classe School du Southern Railway ;
- Type 12 (SNCB) type Atlantic de la SNCB ;
- 230 G Ten Wheel du PO puis de l'État et de la SNCF ;
- 231 G Pacific ;
- 231 E "Pacific" Chapelon de la Compagnie du Nord ;
- Mallard ;
- 232 U 1 Hudson ou Baltic prototype de la SNCF ;
- 240 P Twelve-Wheeler de la SNCF ;
- 41001 Mountain prototype de la Compagnie de l'Est ;
- 241 P Mountain de la SNCF ;
- 242 A 1 Northern prototype de la SNCF ;
- 2-4-4-2 Big Boy de l'Union Pacific Railroad Company.

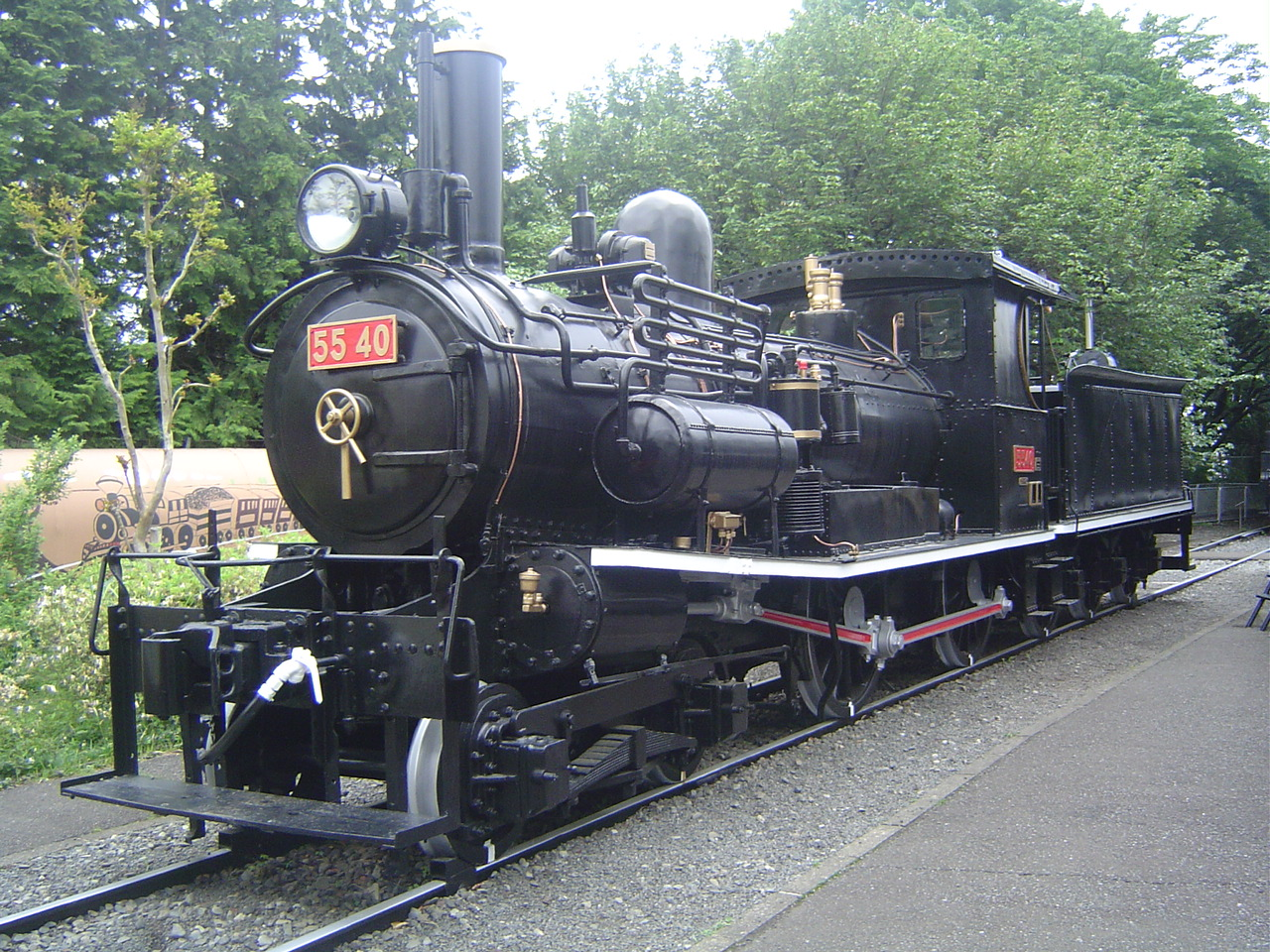
Japon, 1897, locomotive type American 220.
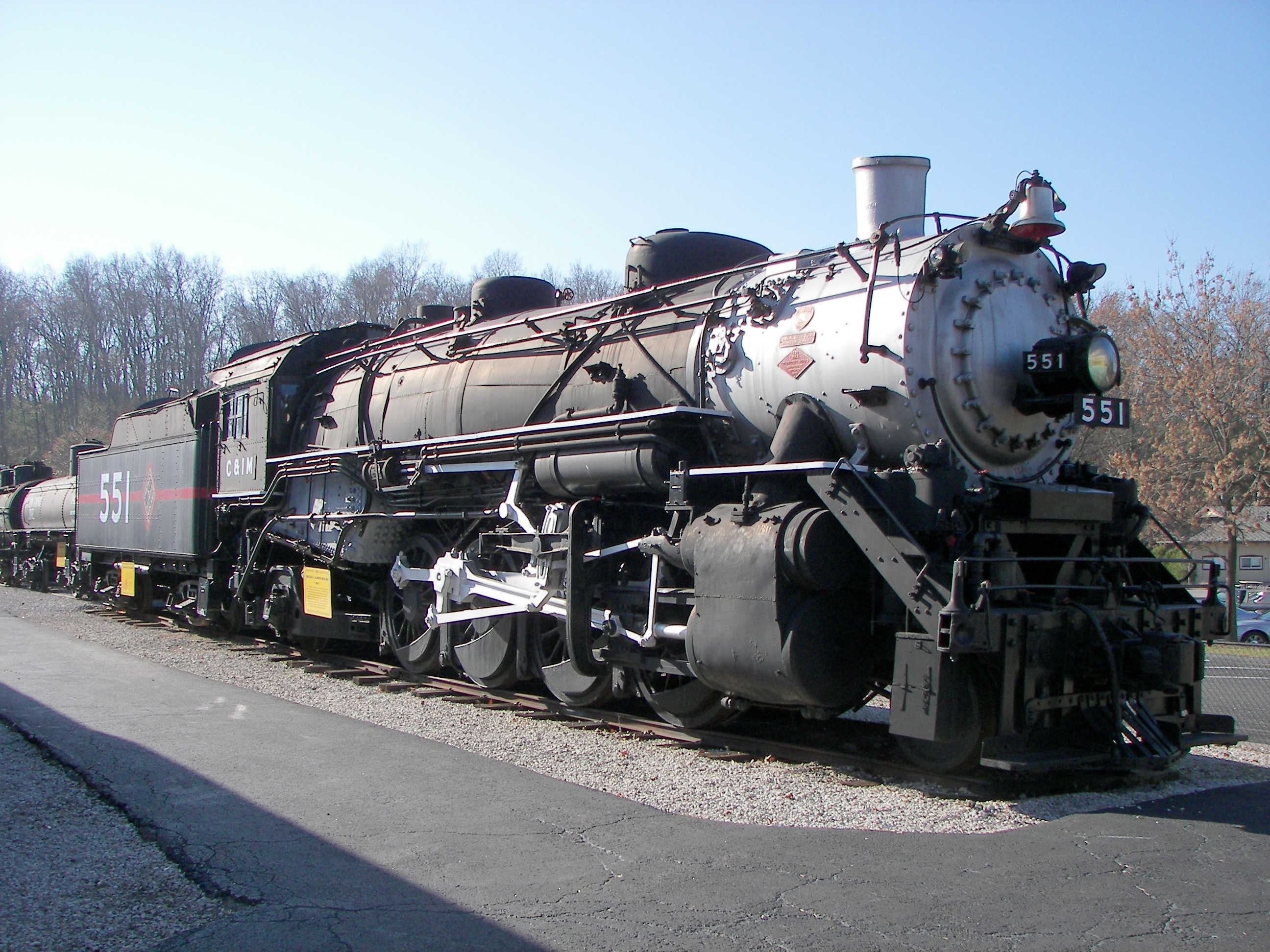
Amérique du Nord, 1918, locomotive type Mikado 141.
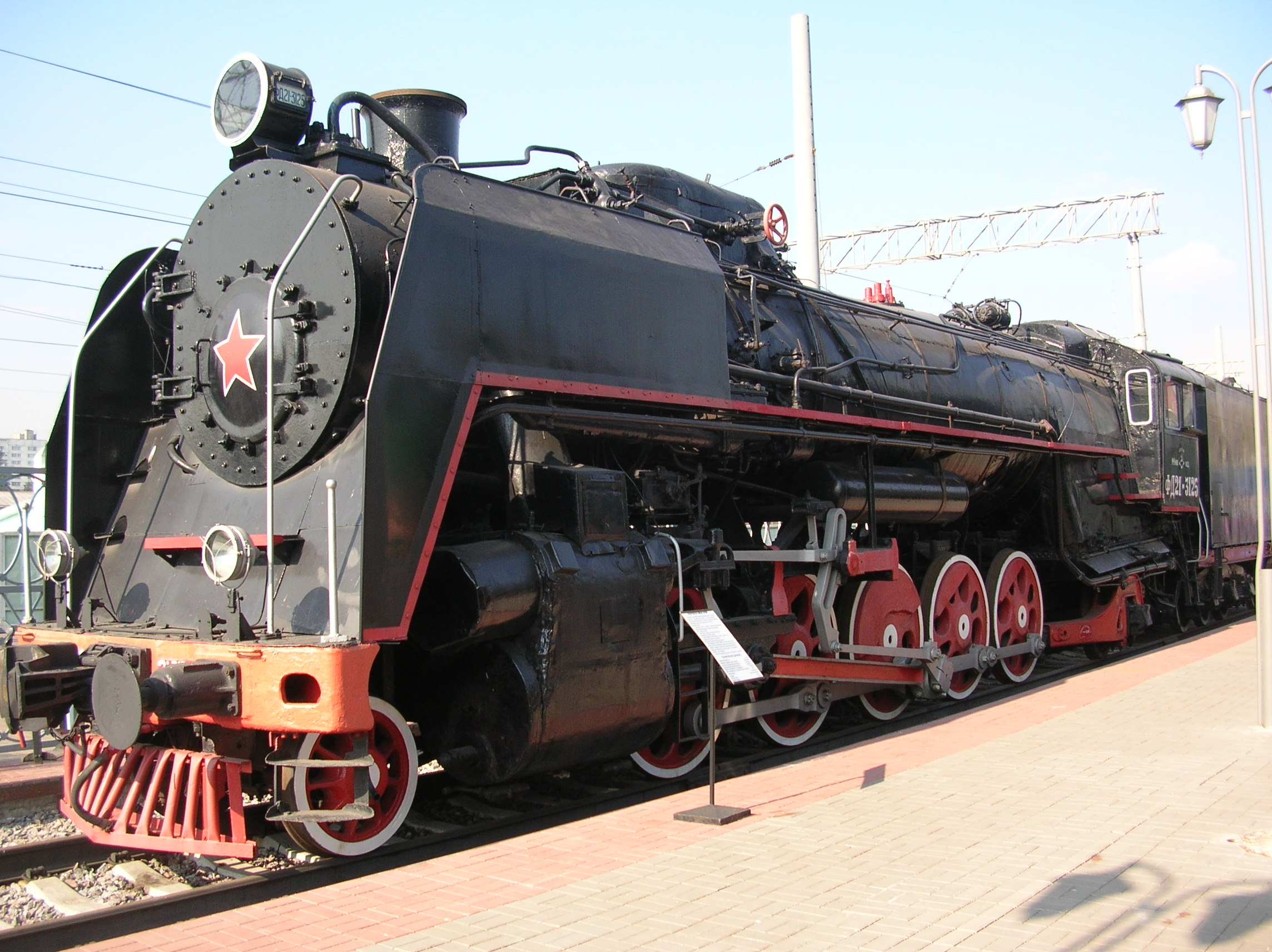
Ukraine, 1931, locomotive type Santa Fé 151.
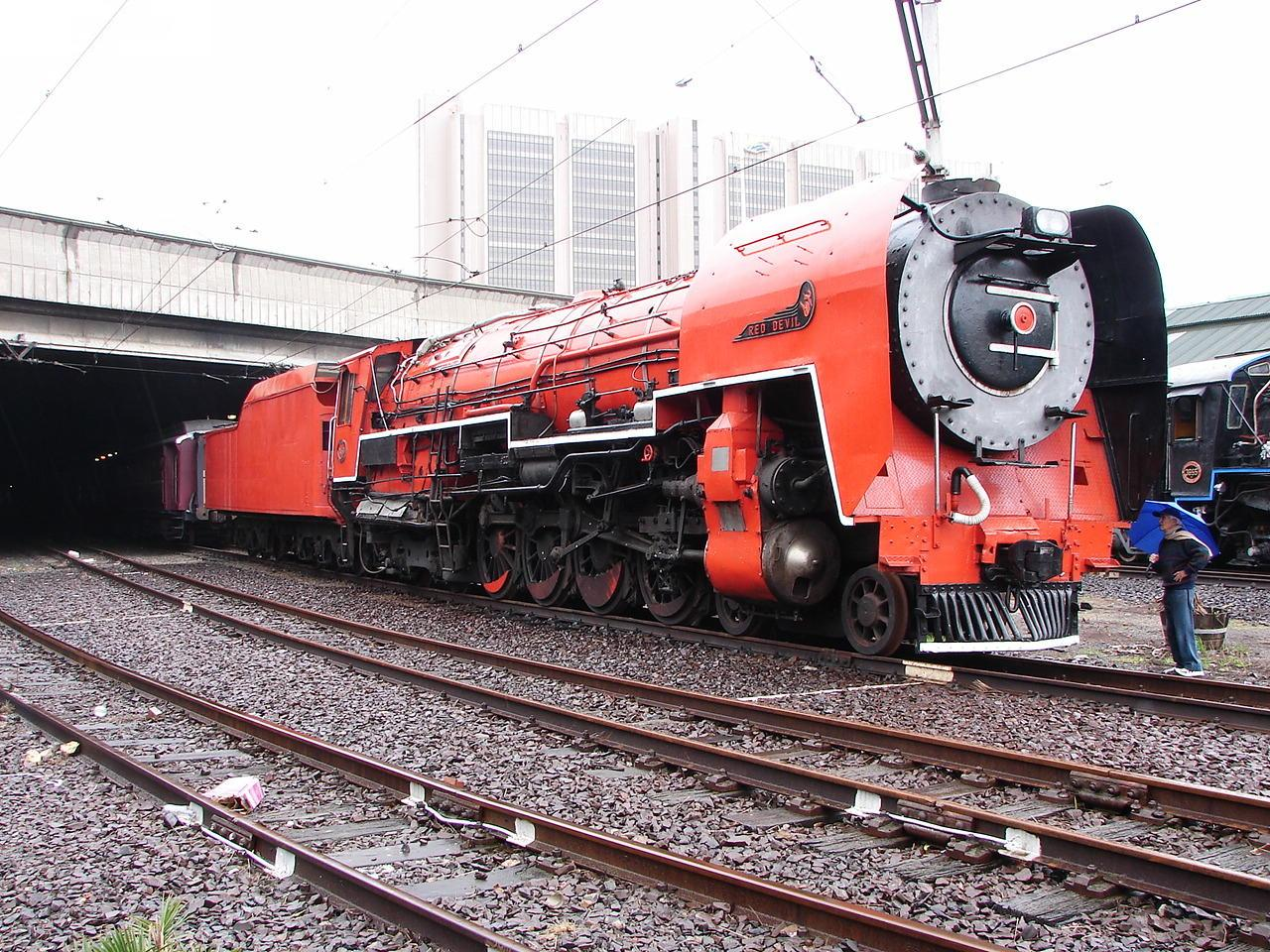
Afrique du Sud, 1953, locomotive type Northern 242.
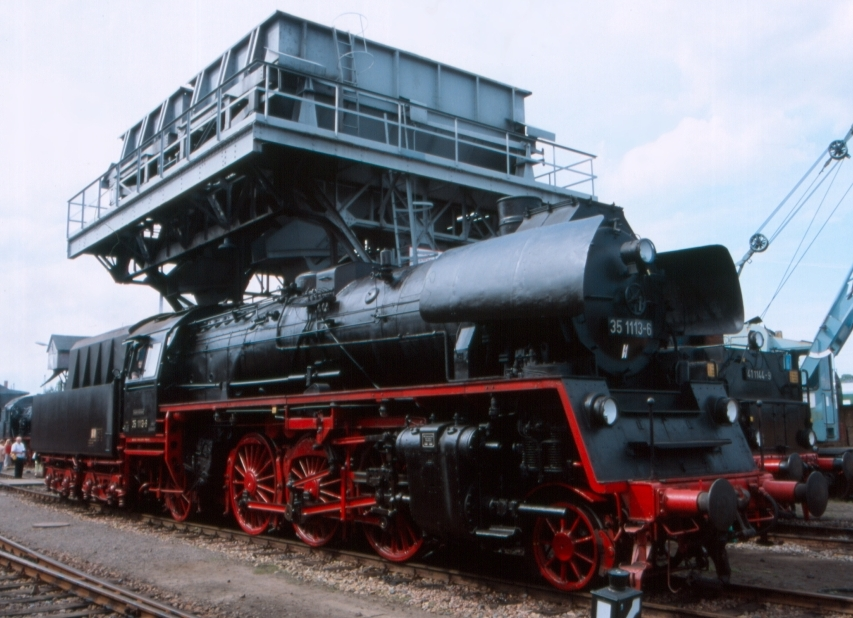
Allemagne de l'Est, 1955, locomotive type DR Série 23.10.
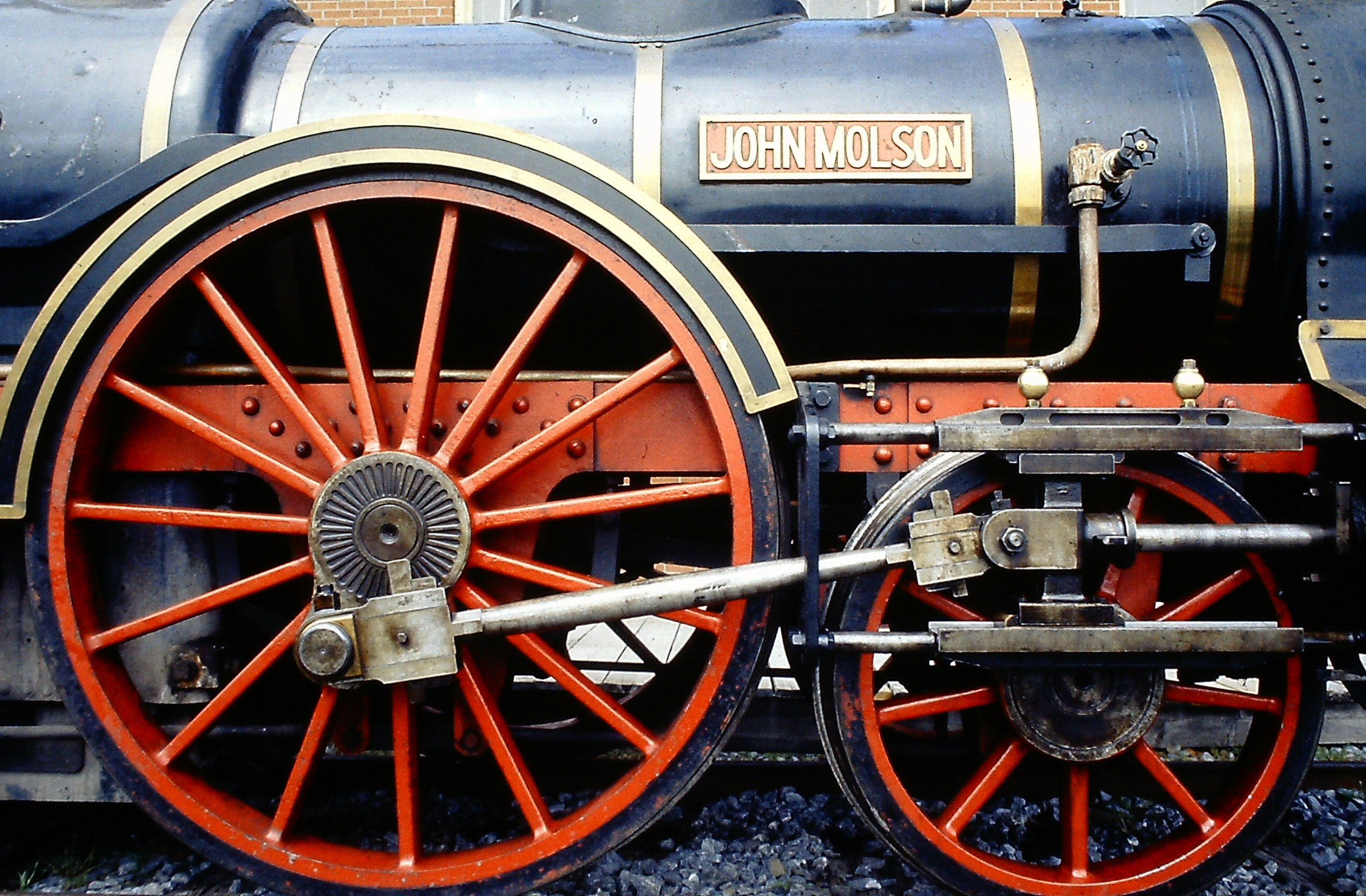
Détail des roues d'une locomotive à vapeur.
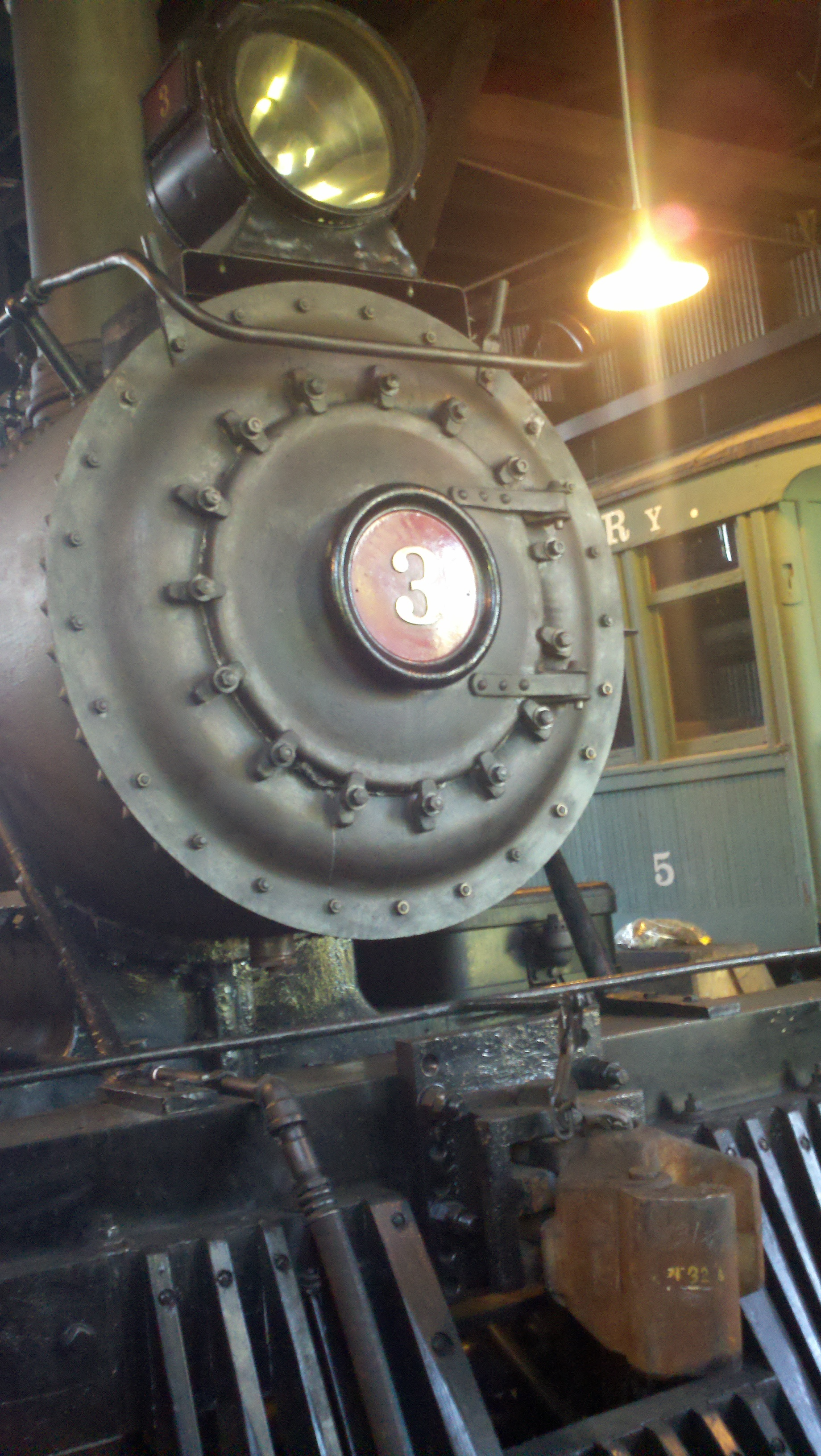
Devant d'une locomotive Sierra 3.
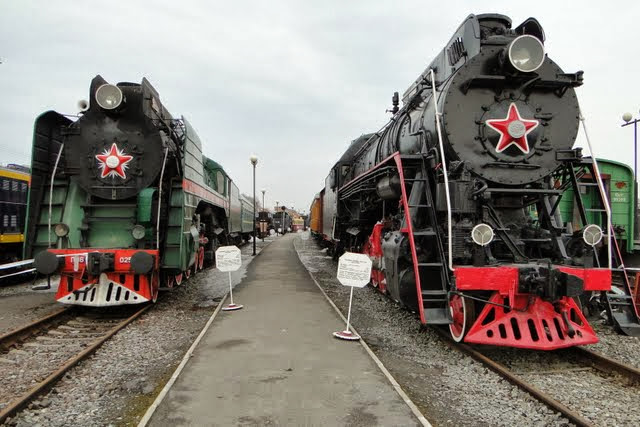
Locomotives à vapeur soviétiques.
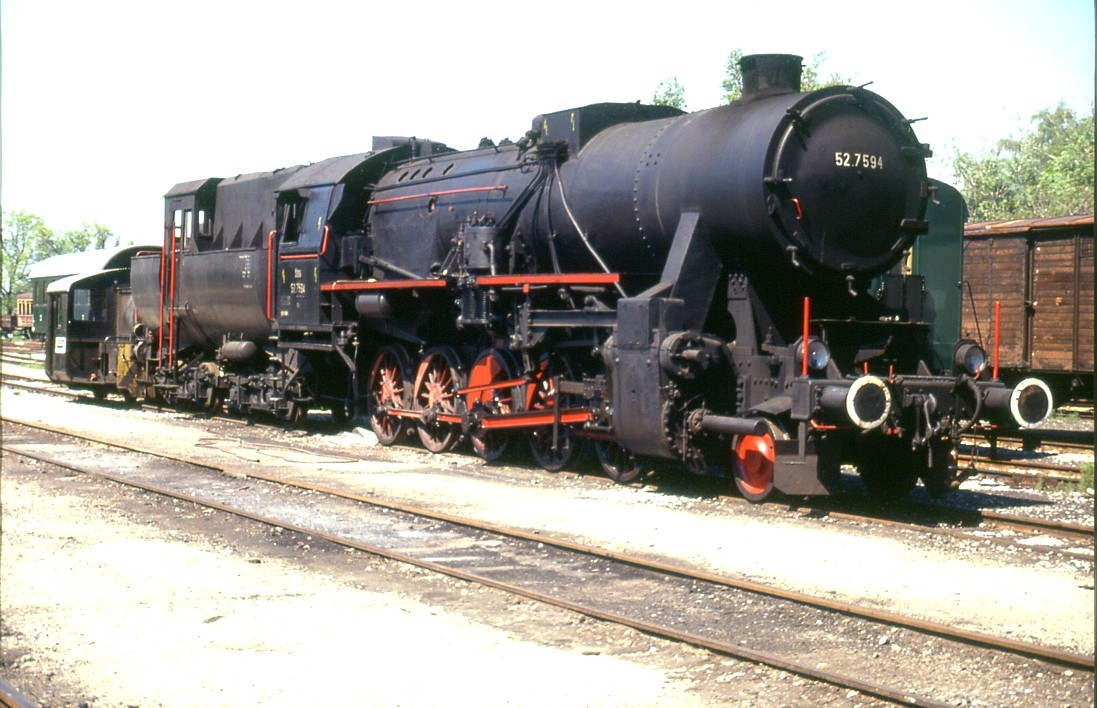
Allemagne, 1942, locomotive type BR 52.

## La locomotive à vapeur dans la culture

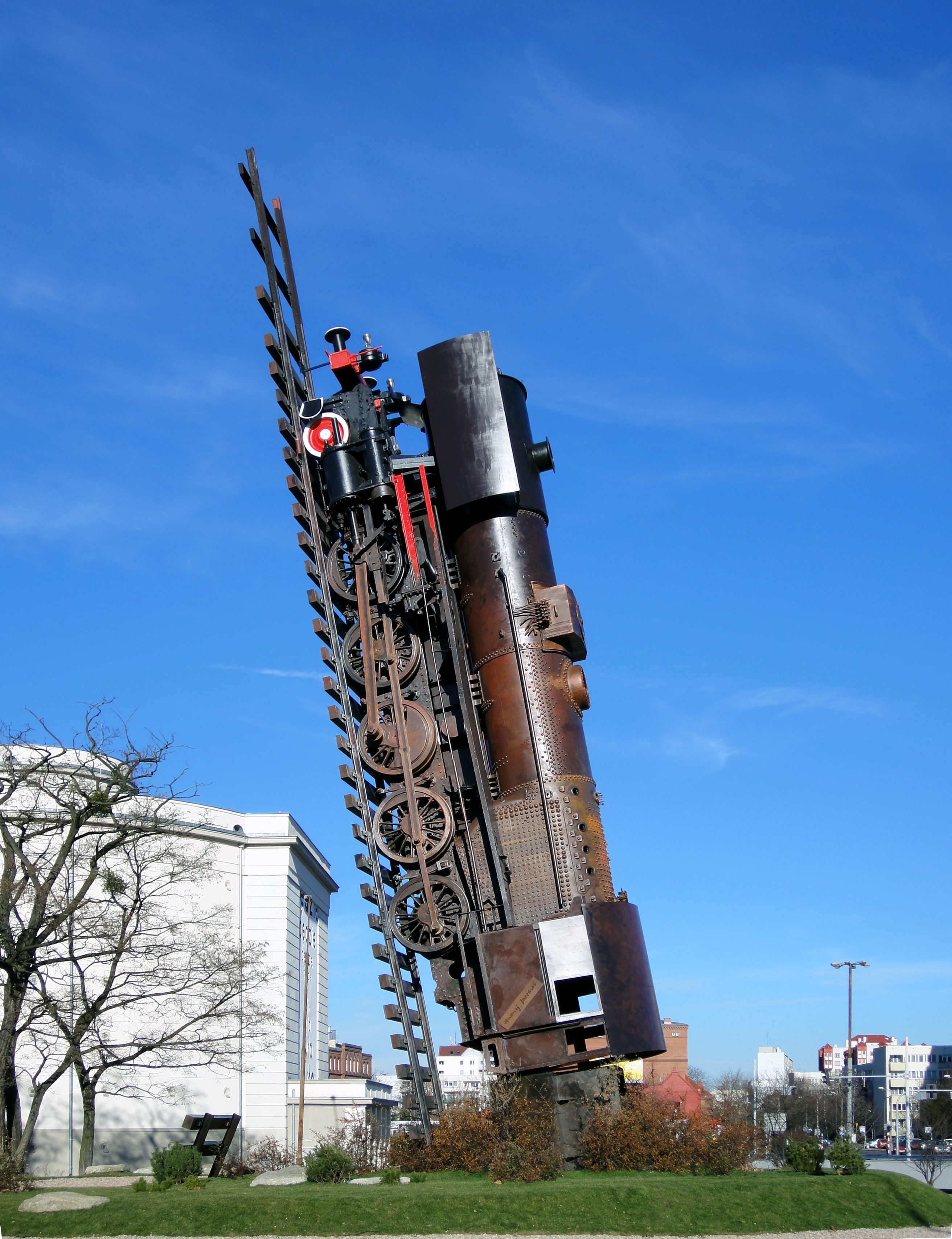
Train vers le paradis, œuvre d'art moderne utilisant une véritable locomotive à vapeur, à Wroclaw, en Pologne.

Une œuvre musicale d'Arthur Honegger intitulée Pacific 231, illustre le film dont la vedette principale est la Pacific 231 E 24 Chapelon. Ce film de court-métrage (10 minutes), de Jean Mitry, obtient le prix du meilleur montage au festival de Cannes, en 1949. L'adaptation du film est de Jean Mitry et Marc Ducouret, les images d'André Périé (cinéaste officiel de la S.N.C.F.), d'André Tadié, Jean Jarret et, le son, de Georges Leblond. La machine est conduite par l'équipage Gilbert Parrage / Jean Grangier. Le parcours s'effectue sur la ligne Paris-Lille.
La locomotive à vapeur est un des éléments-clé de l'histoire du roman d'Émile Zola La Bête humaine. La première séquence du film de Jean Renoir, La Bête humaine, entièrement consacrée au travail du chauffeur et du mécanicien est entrée dans l'histoire du cinéma.
La chanson Le Petit Train, notamment interprétée par André Claveau, est une chanson emblématique évoquant la disparition des locomotives à vapeur.
La locomotive à vapeur a même été utilisée comme un meuble dans l'héraldique anglaise. Deux villes anglaises (Swindon et Darlington) ont une locomotive à vapeur sur leurs armoiries, car dans le passé les deux étaient des centres importants de la production de locomotives à vapeur,.
Il existe dans la franchise télévisuelle japonaise Super sentai des monstres inspirés de locomotives à vapeur :
- ère Shōwa (1926-1989) : Locomotive Kamen (機関車仮面, Kikansha Kamen?) (Himitsu Sentai Goranger, 1975 (épisode 46) ; première série de cette ère)
- ère Heisei (1989-2019) : Steam Punk (スチームパンク, Suchīmu Panku?) (Chōriki Sentai Ohranger : le film, 1995 ; septième série de cette ère) ; Steam Engine Org (蒸気機関オルグ, Jōki Kikan Orugu?) (Hyakujū Sentai Gaoranger, 2001 (épisode 47) ; trentième série de cette ère) ; Yokai Wanyūdō (妖怪ワニュウドウ, Yōkai Wanyūdō?) (Shuriken Sentai Ninninger, 2015 (épisode 43 / Shuriken Sentai Ninninger vs. Toqger le film ; vingt-septième série de cette ère)
- ère Reiwa (2019-) : Steam Locomotive Jamen (SL邪面, Esu Eru Jamen?) (Mashin Sentai Kiramager, 2020 (épisode 14) ; première série de cette ère) ; Resshaki (列車鬼, Resshaki?) (Avataro Sentai Donbrothers, 2022 (épisode 2) ; troisième série de cette ère)

### Préservation
Aux États-Unis, 154 locomotives à vapeur sont préservées en état de marche en 2022. Sont comptées les locomotives d'un écartement égal ou supérieur à deux pieds, ayant eu une carrière commerciale, et pouvant rouler par leurs propres moyens au moins une fois par an.
En France, de nombreuses locomotives à vapeur ont été préservées.